# Dollerup Bakker
 Der er for få eller ingen kildehenvisninger i denne artikel, hvilket er et problem. Du kan hjælpe ved at angive troværdige kilder til de påstande, som fremføres i artiklen.

Dollerup Bakker er et naturområde ved Dollerup, syd for Viborg. Bakkerne ligger ved Hald Sø, der er en af landets dybeste søer. Søen blev dannet under sidste istid af en gigantisk isklump. Denne isklump smeltede og denne proces medførte det meget kuperede terræn, som denne del af den midtjyske hede er kendt for. Der er ret store højdeforskelle i området. 
Dollerup Bakker er bakkeområdet vest for Hald Søs sydende mellem Dollerup by og halvøen Inderøen. Ved matrikuleringen i 1682 var bakkerne dækket af Dollerup Uderør Skov som bestod af eg og bøg. Skoven var forsvundet i 1790, og bakkerne har siden overvejende været hede.
Dollerup Bakker er et yndet turistmål for mange cykel- og vandreturister. Fra toppen af bakkerne er der udsigt over søen, mens der på den anden side af bakkerne ligger hede så langt øjet rækker.
De senere år har Skov- og Naturstyrelsen og Viborg Kommune været i gang med en større renovering og genetablering af heden, så det fremstår som det næsten tabte kulturlandskab fra Middelalderen. Der er blandt andet fjernet en lang række træer, der ikke hører hjemme på heden. Så sent som i vinteren 2008-2009 er der renset store partier for selvgroede træer og skabt de lysåbne forhold, der er en forudsætning for at få genoprettet det bevaringsværdige hede- og overdrevslandskab i Dollerup bakker. Andre steder i bakkerne sørger får og geder for, at genopretningen bliver vedligeholdt ved at æde spirende træer.
Området er en del af Natura 2000-område nr. 35 Hald Ege, Stanghede og Dollerup Bakker og den store  naturfredning  af området .